# International Federation of Landscape Architects
The International Federation of Landscape Architects (IFLA) – międzynarodowa organizacja skupiająca stowarzyszenia związane z architekturą krajobrazu. 

## Działalność
Głównym celem IFLA jest koordynacja prac i projektów tworzonych przez zawodowych architektów krajobrazu z państw stowarzyszonych, a także zapewnienie ich efektywnej realizacji poprzez wzajemne zaangażowanie i pośredniczenie pomiędzy stronami biorącymi udział w projektach międzynarodowych lub je finansujących. 

## Historia
IFLA została zawiązana w Cambridge w 1948, jej pierwszym prezydentem był Sir Geoffrey Jellicoe. Początkowo skupiała piętnaście państw założycielskich, w tym Polskę, którą reprezentowała Alina Scholtz (pełniła funkcję reprezentanta Stowarzyszenia Architektów Polskich (SARP)). W 1978 zmieniono strukturę organizacji, którą podzielono na działające na poszczególnych kontynentach filie. Powstały wówczas IFLA Africa, IFLA Americas, IFLA Asia-Pacific oraz IFLA Europe, zaś dotychczasowy zarząd zaczęto określać jako IFLA World, a jego siedzibą stał się Wersal we Francji, a następnie Bruksela. Każdego roku odbywa się kongres IFLA, na którym spotykają się reprezentanci 71 państw członkowskich reprezentujący ponad 25.000 architektów.